# Jotei
Jotei (女帝?) (conosciuto in inglese anche come Empress) è un dorama stagionale estivo in 10 puntate di TV Asahi mandato in onda nel 2007. Vede Rosa Katō e Shōta Matsuda tra i personaggi principali. La storia è tratta da un manga di Ryo Kurashina. Nel 2010 ne è stata fatta un'ulteriore versione live action in 8 puntate e trasmessa sempre da TV Asahi.

## Trama
Ayaka è una giovane donna la cui esistenza è stata di colpo stravolta da eventi tragici e del tutto imprevedibili: difatti ha perduto il suo fidanzato e poco dopo anche la vecchia madre si ammala gravemente. Costretta a chiudere il negozio che gestiva, si trasferisce a Osaka. 
Con l'intento di prendersi la giusta rivincita sul destino feroce che s'è accanito sopra di lei, diventa intrattenitrice notturna in club privati rivolti a uomini soli in cerca di compagnia: suo intento è quello di diventare l'"imperatrice della notte". Ha deciso di trasformare gli uomini in oggetti per il proprio uso e consumo.
Incontrerà un membro della malavita locale, Naoto Date (lo stesso nome del protagonista dell'anime L'Uomo Tigre) che finirà per allearsi con lei in questa difficile situazione.

## Protagonisti
- Rosa Katō - Ayaka Tachibana (18 anni)
- Shōta Matsuda - Naoto Date
- Ayana Sakai - Rina Hojo
- Shota Saito - Kenichi Sugino
- Kazuko Kato - Mariko Tachibana
- Mitsuru Fukikoshi - Joji Koda
- Shigeru Izumiya - Tatsukichi Minomura
- Maju Ozawa - Reiko
- Ai Maeda - Miki
- Tomoko Nakajima - Mina Fujimoto
- Leo Morimoto - Terumori Hojo
- Tsuyoshi Ihara - Yuuichiro Onoue
- Rino Katase - Sawa Fujimura
- Sayaka Kaneko - Kaoru Kudo
- Saori Takizawa - Eri

### Star ospiti
- Hijiri Sakurai - ep. 1
- Kosuke Toyohara - Kengo Osawa (ep. 2-5)
- Shinji Yamashita - Kenzo Sugino (ep. 1)
- Ikko Furuya - Tokuji Shinohara (ep. 3)
- Chizuru Azuma - Hiromi Egawa (ep. 3-5)
- Takehisa Takayama- (ep. 4-5)
- Misato Tate - (ep. 4-5)
- Junichi Haruta - Yoichiro Takasu (ep. 5-6)
- Sakura Ando - Shino (ep. 5-10)
- Kazuhiko Nishimura - Tatsuhiro Daisho (ep. 6)
- Ryoji Morimoto - ep. 6
- Daisuke Ban - Sekine President (ep. 7)
- Mokomichi Hayami - Takuya Shiratori (ep. 8)
- Hatsunori Hasegawa - Yoshizo Hakamada (ep. 9-10)
- David Itō - Hideki Ryuzaki (ep. 9-10)
- Keisuke Seki - (ep. 10)

## Episodi
| Nº | Titolo italiano (traduzione letterale) Giapponese 「Kanji」 - Rōmaji | In onda           | In onda |
| Nº | Titolo italiano (traduzione letterale) Giapponese 「Kanji」 - Rōmaji | Giapponese        |         |
| 1  | L'hostess n. 1 di Ginza contro la donna vendicativa! 「銀座No.1ホステスVS復讐の女!!」 - Ginza Nanbā 1 Hosutesu VS fukushū no on'na!!                                                                                         | 13 luglio 2007    |         |
| 2  | L'hostess vendicativa contro mostro ricco! 「復讐ホステスVS大金持ちの妖怪!!」 - Fukushū Hosutesu VS ōganemochi no yōkai!! | 20 luglio 2007    |         |
| 3  | Verso Ginza! L'hostess numero 1 contro la super celebrità 「銀座へ!! No.1ホステスVS超セレブ」 - Ginza e!! Nanbā 1 Hosutesu VS chō serebu                                                                                     | 27 luglio 2007    |         |
| 4  | Una resa dei conti a Ginza con l'hostess n. 1 e la studentessa universitaria 「女子大生No.1ホステス銀座対決!!」 - Joshidai-sei Nanbā 1 Hosutesu Ginza taiketsu!!                                                             | 3 agosto 2007     |         |
| 5  | Il secondo capitolo!! L'abito nero numero 1 di Ginza contro il tranello della padrona di casa vendicativa... 「第2章!! 銀座No.1黒服VS復讐ホステスの罠…」 - Dai 2-shō!! Ginza Nanbā 1 kurofuku VS fukushū Hosutesu no wana... | 10 agosto 2007    |         |
| 6  | Colpo alla padrona di casa numero 1 di Ginza!! La trappola della truffa matrimoniale... 「銀座No.1ホステス撃たれる!! 結婚サギの罠…」 - Ginza Nanbā 1 Hosutesu utareru!! Kekkon sagi no wana...                               | 17 agosto 2007    |         |
| 7  | La padrona di casa n. 1, a letto con un padre per vendetta 「No.1ホステス、父と復讐ベッドイン」 - Nanbā 1 Hosutesu, chichi to fukushū Beddo In                                                                               | 24 agosto 2007    |         |
| 8  | L'ospite numero 1! Il mistero del re della notte 「No.1ホスト!! 夜王の謎」 - Nanbā 1 Hosuto!! Yoruō no nazo | 31 agosto 2007    |         |
| 9  | Il capitolo finale! L'esilio dell'hostess numero 1 da Ginza! 「最終章! No.1ホステス銀座追放!!」 - Sai shūshō! Nanbā 1 Hosutesu Ginza tsuihō!!                                                                                | 7 settembre 2007  |         |
| 10 | Le dimissioni del premier! La battaglia finale dell'hostess n. 1 di Ginza! 「首相辞任! 銀座No.1ホステス最期の戦い!!」 - Shushō jinin! Ginza Nanbā 1 Hosutesu saigo no tatakai!!                                              | 14 settembre 2007 |         |